# دیمباخ (آلمان)
دیمباخ (به آلمانی: Dimbach) یک شهر در آلمان است که در زودوستپفالتس واقع شده‌است. دیمباخ ۱۷۰ نفر جمعیت دارد.